# Jakoba Mulder

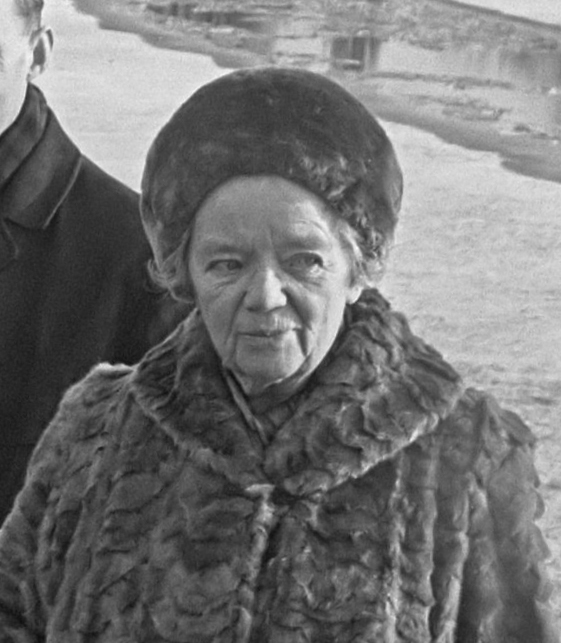
Jakoba Helena Mulder

Jakoba Helena „Ko“ Mulder (* 2. März 1900 in Breda; † 4. November 1988 in Amsterdam) war eine niederländische Architektin, Hochschullehrerin und Stadtplanerin.

## Leben
Ko Mulder wurde als Tochter des Infanterieoffiziers Hendrik Mulder (1874–1947) und dessen Frau Sara Maria Boon (1878–1943) in Breda geboren. Durch den Dienst des Vaters in der Königlich Niederländisch Indischen Armee wuchs sie in Semarang, Niederländisch-Ostindien auf. Mit dreizehn Jahren kam sie wieder in die Niederlande, wo sie zunächst bei Onkeln und Tanten lebte. Im Alter von 18 Jahren begann sie Architektur an der Technischen Universität Delft zu studieren. Sie schloss ihr Studium 1926 ab und begann nach einigen Absagen eine Tätigkeit in einem Architekturbüro in Den Haag. Hier arbeitete sie hauptsächlich Skizzenentwürfe wie die einer anthroposophischen Schule aus. Der soziale Aspekt des Städtebaus begann sie jedoch verstärkt zu interessieren und so zog sie nach zwei Jahren in die Gemeinde Delft, wo sie als stellvertretende Architektin an Stadterweiterungsplänen arbeitete. 1930 trat sie als Assistentin des Stadtentwicklungsarchitekten in die Amsterdamer Stadtentwicklungsabteilung ein. Hier arbeitete sie unter anderem für Theodoor K. van Lohuizen und Cornelis van Eesteren. Nach anfänglich kleineren Plänen wurde der Entwurf des Amsterdamse Bos ihre erste große Aufgabe. 
Von 1935 bis zu seiner Fertigstellung im Jahr 1970 war Jakoba Mulder intensiv am Amsterdamse Bos beteiligt, als Leiterin eines Teams verschiedener Experten für Bodenkunde, Wasserwirtschaft, Flora und Fauna, aber auch für Sport, Naturerziehung und öffentliche Gesundheit. Daneben entwarf sie den Beatrixpark.
1952 wurde sie zur Chefarchitektin von Amsterdam ernannt und übernahm 1958 die Leitung der Abteilung Stadtentwicklung, ging 1965 in den Ruhestand und blieb danach bis zu ihrem 70. Geburtstag Professorin für Planung an der Universität von Amsterdam.

## Projekte (Auswahl)
- Amsterdamse Bos (1934–1970)
- Park in Spaarnwoude (1936–1938)
- Beatrixpark (1936–1938)
- Siedlung Jeruzalem (Amsterdam) (1950–1955)